# Emmanuel Housset
Emmanuel Housset, né en 1960 à Strasbourg (Bas-Rhin), est un philosophe français, spécialiste de phénoménologie et de métaphysique.

## Biographie
Ancien élève de l’École normale supérieure de Fontenay-Saint-Cloud (1982)  et agrégé de philosophie, il soutient en 1993 une thèse sur Husserl à l'université Paris-Nanterre. Après plusieurs années d'enseignement au lycée, il est nommé en 1996 comme maître de conférences à l'université de Caen. Depuis 2011, il est professeur des universités.
En 2021, il reçoit le Grand prix de philosophie de l'Académie française pour l'ensemble de son œuvre.

## Publications
- Personne et sujet selon Husserl, Presses universitaires de France, 1997, 318 p. (ISBN 2-13-048133-7).
- Husserl et l'énigme du monde, Éditions du Seuil, 2000, 270 p. (ISBN 2-02-033812-2)[3].
- L'intelligence de la pitié. Phénoménologie de la communauté, Éditions  du Cerf, 2003, 194 p. (ISBN 2-204-07093-9).
- La vocation de la personne. L’histoire du concept de personne de sa naissance augustinienne à sa redécouverte phénoménologique, PUF, 2007, 514 p. (ISBN 978-2-13-056269-6).
- L’intériorité d’exil. Le soi au risque de l’altérité, Cerf, 2008, 380 p. (ISBN 978-2-204-08774-2).
- Husserl et l’idée de Dieu, Cerf, 2010, 216 p. (ISBN 978-2-204-09331-6)Prix La Bruyère de l'Académie Française
- Le don des mains. Phénoménologie de l'incorporation, Lessius, 2019, 284 p. (ISBN 978-2-87299-350-5)[4].
- La différence personnelle. Essai sur l'identité dramatique de la personne humaine, Hermann, 2019, 330 p. (ISBN 979-10-370-0186-3).
- La fragilité du sens. Husserl, Levinas, Maldiney, Chrétien, Vrin, 2024, 322 p. (ISBN 978-2-7116-3164-3).